# Консерватизм в Турции
Консерватизм в Турции (тур. Muhafazakârlık) является национально-ориентированным направлением консерватизма, которое находит отражение в повестках дня многих политических партий страны, в частности правящей Партии справедливости и развития (ПСР), которая описывает свою преобладающую идеологию как консервативную демократию. Элементы турецкого консерватизма также присутствую в идеологии большинства партий правого политического спектра, включая Партию националистического движения (ПНД). В Турции турецкий консерватизм часто называют Türk tipi muhafazakârlık (консерватизм в турецком стиле).
Турецкий консерватизм отличается от консерватизма в других странах тем, что в основном противоречит устоявшейся государственной структуре, склоняясь к критике основополагающих принципов Турецкой Республики, тогда как большинство форм консерватизма склонны поддерживать основные сложившиеся ценности государства. Идеалы, преимущественно противоречащие консерваторам, такие как секуляризм, этатизм, популизм и существование социального государства, закреплены в Конституции Турции. Турецкий консерватизм конкурирует главным образом с кемализмом ― идеологией президента-основателя Турции Мустафы Кемаля Ататюрка, который провёл множество социальных реформ под влиянием прогрессивной прозападной повестки после распада глубоко консервативной Османской империи. Однако кемализм был также описан некоторыми исследователям как форма консервативного национализма, поскольку он поддерживает и защищает устоявшиеся традиции турецкого государства.
Консерватизм в Турции, как правило, находится под сильным влиянием политического ислама с его консервативными ценностями, вытекающими из местных порядков, исламских тарикатов и деревенских традиций. Поэтому турецкий консерватизм имеет тенденцию быть более социальным, религиозным и выступать за сильное централизованное руководство, за что критики часто называют его авторитарным. Турецкие консерваторы также имеют тенденцию демонстрировать большее одобрение возвращения османской культуры, в отличие от культуры, основанной на ценностях, восходящих к эпохе Республики.
Недавние исследования постоянно показывают, что консерватизм в Турции пользуется сильной поддержкой, преимущественно в центральной части Анатолии и в сельской местности, где строго соблюдаются деревенские и местные обычаи. В 2012 году только 8,6 % турок назвали себя «совершенно неконсервативными», а в 2006 году ― 12,6 %. Исследование, проведённое Университетом Кадира Хаса, показало, что 39,2 % турок назвали себя консерваторами в 2013 году. Это число снизилось до 20,7 % в 2015 году.